# Стефан Баторій під Псковом
Стефан Баторій під Псковом — картина маслом Яна Матейка 1872 року, на якій зображено посольство царя Івана IV Грозного до польського короля Стефана Баторія з проханням миру під час облоги Пскова .

## Опис картини
На картині Матейка зображена вигадана сцена переговорів часів польсько-російської війни з Лівонію, яку вів Баторій у 1577–1582 роках. Представлена сцена є поєднанням двох подій: посольства російських бояр, прийнятого Стефаном Баторієм після завоювання фортеці Великі Луки в 1580 році, і перемир’я в Ямі-Запольському в 1582 році.
На картині зображено військовий табір, розписаний золотими, червоними, коричневими і сріблясто-сірими кольорами. Постать короля подається нам удосконаленою, як еталон гідності, могутності та сили (для картини Матейка позував польський вірменин Юзеф Хассо-Агопсович )  . Стефан Баторій сидить перед наметом у нагрудному щиті і, щоб підкреслити велич, він додатково одягнений у золоту делію, що спадає на плечі. На колінах він тримає оголену шаблю — пальці лівої руки короля торкаються оголеного клинка, чітко підказуючи подальший хід подій у разі недотримання укладеного в Ямі-Запольського перемир’я. Ноги Баторія владно тримаються на ведмежій шкурі, ймовірно, це натяк на «північного ведмедя», тобто росію. Поруч із шкірою лежить російський прапор, що символізує переможеного ворога.
Центральна фігура на картині — папський легат Антоніо Поссевіно в чорній єзуїтській мантії, який має зацікавлене обличчя, пронизливий погляд і руки застиглі у дивному жесті. Поруч з легатом сидить брацлавський воєвода Януш Збаразький, одягнений у зелене вбрання, підбите хутром. За спиною Поссевіна стоїть Станіслав Жолкевський (тодішній королівський секретар),що в майбутньому переміг росію у битві під Клушином 1610 року, в якій відзначилися гусари . Таким чином Ян Матейко сповіщає про взяття Москви (1610) і особливу роль, яку гусари відіграватимуть у битвах XVII століття під Кірхольмом (1605), Хотином (1673) та Віднем (1683). Поруч з Жолкевським стоїть молодий племінник Стефана Баторія Балтазар .
Під наметом стоїть канцлер і великий гетьман коронний Ян Замойський, одягнений у червону делію, тримаючи в правій руці коронну печатку, символ свого канцлерства. Біля нього дискутують учасники походу на Великі Луки: польний коронний гетьман Миколай Сенявський, смоленський воєвода Філон Кміта та коронний гетьман Ян Зборовський. Показ каштеляном спини Баторію може бути повідомленням про майбутній конфлікт між його братом Самуїлом і королем, у результаті якого за наказом Баторія 1584 року було страчено Самуеля Зборовського . Поряд з ними стоїть великий литовський письменник Міхал Гарабурда .
Товстий чоловік із кашкетом у руці — боярин Іван Нащокін, який удає, що схиляється перед польським королем. Позаду Нащокіна, стоїть князь Дмитро Єлецький - сивий бородань, який простягає руку з текстом перемир'я, укладеного з Баторієм у Ямі Запольського. Унизу, праворуч від Івана Нащокіна, Роман Олфєрєв падає обличчям донизу в характерній для східного цивілізаційного кола прострації, віддаючи честь і шану королю Польщі. Над ним зображений князь Теодор Оболенський Ліхов у шоломі й панцирі, який тримає в руках зламаний меч, символ поразки у цій війні з Польщею. Правитель Полоцька Кипріан, одягнений у багато оздоблену ризу та візантійську митру на голові, стає на коліна в знак мирного примирення, подаючи Стефану Баторію хліб-сіль на підносі з чистого золота.

## Історія картини
Після експонування картини на виставці в Празі Матейко отримав посаду директора місцевої Академії образотворчого мистецтва і отримав Медаль мистецтва у Відні, а Французька Академія обрала його почесним іноземним членом.
Картина входила до колекції відомого колекціонера та мецената Бенедикта Генрика Тишкевича, який придбав його за 60 000 франків. Робота була виставлена в резиденції графа в Червоному Дворі .
Картина сильно постраждала під час Другої світової війни . Його, як і Рейтан, перевезли на схід і захопили німці, зберігали у Львові, спішно евакуювали в 1944 році і розклали на 18 частин. Коли професор Станіслав Лоренц знайшов  обидва полотна в селі Пшесека поблизу Єленя-Гури, вони були в такому жахливому стані, що їх реставрація тривала три роки.
Картина знаходиться в колекції Королівського замку у Варшаві  . Символічність зображення підкреслювали політичні переговори на його фоні, які вели президенти Польщі Анджей Дуда та президенти Литви Гітанас Науседа під час візиту лідера Литви до Королівського замку у Варшаві 11 листопада 2022 року  .

## Виноски
1. ↑  Pisał o tym Kajetan Abgarowicz.
2. ↑  polska-org.pl: odnalezienie depozytu w Matejkowicach
3. ↑  Zamek Królewski w Warszawie: Stefan Batory pod Pskowem.
4. ↑  Polska i Litwa wspólnym głosem, архів оригіналу за 13 листопада 2022, процитовано 8 квітня 2023 [Архівовано 2022-11-13 у Wayback Machine.]

## Джерело
- Намальована польська історія, Wydawnictwo Demart, Варшава 2008,ISBN 978-83-7427-364-0 .